# 아메리칸 헌팅
《아메리칸 헌팅》(영어: An American Haunting)은 코트니 솔로몬 감독의 2005년 초자연 공포 영화이다. 도널드 서덜랜드, 시시 스페이섹, 제임스 다시, 레이철 허드우드 등이 출연하였고, 크리스토퍼 밀번 등이 제작에 참여하였다. 벨 마녀 전설을 소재로 삼았다.

## 출연진
- 도널드 서덜랜드 - 존 벨 역
- 시시 스페이섹 - 루시 벨 역
- 제임스 다시 - 리처드 파월 역
- 레이철 허드우드 - 베치 벨  / 존재 (목소리) 역
- 매슈 마시 - 제임스 존스턴 역
- 톰 펠 - 존 벨 주니어 역
- 샘 알렉산더 - 조슈아 가드너 역
- 미켈 브룬 - 클로이 역
- 쇼나 심 - 앵키 역

## 기타 제작진
- 공동 제작: 안드레이 본체아, 넬슨 량, 프랜시스 딜리아
- 보조 제작: 알레산드로 프러캐시
- 라인 제작: 매슈 카이퍼스
- 배역: 게리 다비
- 미술: 험프리 예이거
- 의상: 제인 피트리